# Імані Коппола
Imani Francesca Coppola (* 6 квітня 1978, Нью-Йорк) — американська співачка та скрипалька, відома хітом 1997 «Legend of a Cowgirl» з музикантами «Sunshine Superman».

## Ранні роки
Імані росла молодшою із п'яти дітей в сім'ї яка проживала Лонг-Айленді. В отточенні людей середнього класу. Батько був італійцем, а мати афроамериканкою. Низький матеріальний дохід її сім'ї сформували незалежний характер та бажання покращити матеріальне становище родини.
Коппола росла в оточенні музики, оскільки її батько був джаз- музикантом і всі її сестри і брати були схильні до музики.
На Копполу значно вплинули виконувані батьком композиції «Bessie's Blues», «on a severely out of tune piano.»
У 6 років почала займатися грою на скрипці. Пізніше записалася в студію при Державному Університеті міста Нью-Йорк, навчання через рік, записавши кілька демо-композицій.
Подальшій кар'єрі сприяла старша сестра Мія, бойфрендом якої був музичний видавець Росс Еліот. Після того Копполу записували Майкл Магіні на Digible Planets, до підписання котракту з Columbia Records в 1997.

## Контракт з Columbia
Дебютний альбом Копполи, який носив назву Chupacabra, був випущений в 1997 році. Альбом активно розглядався в New York Times, де Енн Поверс охарактеризував його як «Фантастичний реп і м'який вокал». Серед треків альбому пісня Legend of a Cowgirl стала хітовим відео на MTV.